# Seznam železničních tratí na Slovensku

Mapa železničních tratí na Slovensku

Toto je Seznam železničních tratí na Slovensku řazený dle čísla tratě a rozdělený na tratě normálněrozchodné a širokorozchodné, lanové a pozemní dráhy a muzejní a historické tratě.

## Veřejné normálněrozchodné tratě
(čísla podle jízdního řádu pro cestující)
- trať 100 Bratislava – Marchegg – Gänserndorf / Wien
- trať 101 Bratislava – Kittsee – Wien
- trať 110 Bratislava – Kúty – Břeclav (Správa železnic)
- trať 112 Zohor – Plavecký Mikuláš (pravidelný osobní provoz přerušen)
- trať 113 Zohor – Záhorská Ves (pravidelný osobní provoz přerušen)
- trať 114 Kúty – Skalica na Slovensku – Sudoměřice nad Moravou (Správa železnic) (pravidelný osobní provoz přerušen v úseku Skalica na Slovensku-Sudoměřice nad Moravou)
- trať 115 Holíč nad Moravou – Hodonín (pravidelný osobní provoz přerušen)
- trať 116 Kúty – Trnava
- trať 117 Brezová pod Bradlom – Jablonica (pravidelný osobní provoz přerušen)
- trať 120 Bratislava – Žilina
- trať 121 Nové Mesto nad Váhom – Vrbovce
- trať 123 Trenčianska Teplá – Horné Srnie – Vlárský průsmyk (Správa železnic)
- trať 124 Trenčianska Teplá – Lednické Rovne (pravidelný osobní provoz přerušen)
- trať 125 Púchov – Strelenka – Horní Lideč (Správa železnic)
- trať 126 Žilina – Rajec
- trať 127 Žilina – Čadca – Svrčinovec – Mosty u Jablunkova (Správa železnic)
- trať 128 Čadca – Makov
- trať 129 Čadca – Skalité-Serafínov – Zwardoń (PKP)
- trať 130 Bratislava – Štúrovo; Palárikovo – Šurany
- trať 131 Bratislava – Komárno
- trať 132 Bratislava – Rusovce – Rajka (MÁV)
- trať 133 Leopoldov – Galanta; Trnava – Sereď
- trať 134 Šaľa – Neded (pravidelný osobní provoz přerušen)
- trať 135 Nové Zámky – Komárno – Komárom (MÁV)
- trať 136 Komárno – Kolárovo (pravidelný osobní provoz přerušen)
- trať 140 Nové Zámky – Prievidza
- trať 141 Leopoldov – Kozárovce (pravidelný osobní provoz přerušen v úseku Dražovce-Kozárovce)
- trať 142 Zbehy – Radošina (pravidelný osobní provoz přerušen)
- trať 143 Trenčín – Chynorany
- trať 144 Prievidza – Nitrianske Pravno (pravidelný osobní provoz přerušen)
- trať 145 Horná Štubňa – Prievidza
- trať 150 Nové Zámky – Zvolen os. st.
- trať 151 Nové Zámky – Zlaté Moravce
- trať 152 Štúrovo – Levice
- trať 153 Zvolen – Čata
- trať 154 Hronská Dúbrava – Banská Štiavnica
- trať 160 Zvolen os. st. – Košice
- trať 161 Lučenec – Kalonda (pravidelný osobní provoz přerušen)
- trať 162 Lučenec – Utekáč
- trať 163 Katarínska Huta – Breznička (pravidelný osobní provoz přerušen)
- trať 164 Fiľakovo – Somosköújfalu (MÁV) (pravidelný osobní provoz přerušen)
- trať 165 Plešivec – Muráň (pravidelný osobní provoz přerušen)
- trať 166 Plešivec – Slavošovce (pravidelný osobní provoz přerušen)
- trať 167 Dobšiná – Rožňava (pravidelný osobní provoz přerušen)
- trať 168 Moldava nad Bodvou – Medzev (pravidelný osobní provoz přerušen v úseku Moldava nad Bodvou mesto-Medzev)
- trať 169 Košice – Hidasnémeti (MÁV)
- trať 170 Vrútky – Zvolen
- trať 171 Zvolen – Diviaky
- trať 172 Banská Bystrica – Červená Skala
- trať 173 Červená Skala – Margecany
- trať 174 Brezno – Jesenské
- trať 180 Žilina – Košice
- trať 181 Kraľovany – Trstená
- trať 182 Štrba – Štrbské Pleso (Tatranské ozubnicové železnice)
- trať 183 Poprad-Tatry – Starý Smokovec – Štrbské Pleso (Tatranské elektrické železnice)
- trať 184 Starý Smokovec – Tatranská Lomnica (Tatranské elektrické železnice)
- trať 185 Poprad-Tatry – Plaveč; Studený Potok – Tatranská Lomnica (Tatranské elektrické železnice)
- trať 186 Spišská Nová Ves – Levoča (pravidelný osobní provoz přerušen)
- trať 187 Spišské Vlachy – Spišské Podhradie (pravidelný osobní provoz přerušen)
- trať 188 Košice – Plaveč – Čirč – Muszyna
- trať 190 Košice – Čierna nad Tisou; Kalša – Trebišov; Sátoraljaújhely (MÁV) – Slovenské Nové Mesto
- trať 191 Michaľany – Medzilaborce mesto – Łupków (PKP)
- trať 192 Trebišov – Vranov nad Topľou (pravidelný osobní provoz přerušen)
- trať 193 Prešov – Humenné
- trať 194 Prešov – Bardejov
- trať 195 Bánovce nad Ondavou – Veľké Kapušany (pravidelný osobní provoz přerušen)
- trať 196 Humenné – Stakčín

## Širokorozchodné veřejné tratě
- Užhorod – Haniska pri Košiciach
- Čop – Čierna nad Tisou

## Lanové a pozemní dráhy
- trať 200 Skalnaté pleso – Lomnický štít (Lanová dráha Skalnaté pleso - Lomnický štít)
- trať 201 Skalnaté pleso – Lomnické sedlo (Lanová dráha Skalnaté pleso - Lomnické sedlo)
- trať 202 Tatranská Lomnica lanovka – Skalnaté Pleso (Lanová dráha Tatranská Lomnica - Skalnaté Pleso)
- trať 203 Starý Smokovec lanovka – Hrebienok (Pozemní lanová dráha Starý Smokovec - Hrebienok)

## Historické a muzejní tratě
- trať 122 Trenčianska elektrická železnica
- trať 900 Čiernohronská lesná železnica
- trať 910 Historická lesná úvraťová železnica Vychylovka
- trať 920 Oravská lesná železnica
- trať 930 Košická detská železnica
- trať 940 Považská lesná železnica
- trať 950 Nitrianska poľná železnica
- trať 960 Beskydská lesná železnica

## Koridorové tratě
- Čtvrtý železniční koridor Drážďany (DB) – Praha (ČD) – Kúty (ČD) – Bratislava – Štúrovo – Rajka (MÁV) – Istanbul (TCDD).
- Pátý železniční koridor Benátky – Lvov; Bratislava – Žilina – Košice – Čierna nad Tisou – Čop (UZ)
- Šestý železniční koridor Žilina – Skalité – Gdaňsk (PKP).